# Kaiserpokal 2023
Der Kaiserpokal 2023 war die 103. Austragung des Kaiserpokals, des höchsten japanischen Fußballpokalwettbewerbs. Er begann mit der 1. Runde am 20. Mai 2023 und endete mit dem Finale am 9. Dezember 2023. Titelverteidiger war Ventforet Kofu.

## Terminplan
| Runde         | Datum                     | Ausweichtermin     | Anzahl der Teilnehmer | Bemerkungen                                                    |
| ------------- | ------------------------- | ------------------ | --------------------- | -------------------------------------------------------------- |
| 1. Runde      | 20. Mai 2023 21. Mai 2023 | 22. Mai 2023       | 48 (47+1) → 24        | * 47 Sieger der Präfekturpokale * Amateur-Wildcard             |
| 2. Runde      | 7. Juni 2023              | 21. Juni 2023      | 64 (24+18+22) → 32    | Einstieg der Mannschaften aus der ersten- und der zweiten Liga |
| 3. Runde      | 12. Juli 2023             | 19. Juli 2023      | 32 → 16               |                                                                |
| 4. Runde      | 2. August 2023            | 9. August 2023     | 16 → 8                |                                                                |
| Viertelfinale | 30. August 2023           | 13. September 2023 | 8 → 4                 |                                                                |
| Halbfinale    | 8. Oktober 2023           |                    | 4 → 2                 |                                                                |
| Finale        | 9. Dezember 2023          |                    | 2 → 1                 |                                                                |

## Teilnehmer
| J1 League | J2 League | Amateur-Wildcard/Präfektur-Vertreter | Amateur-Wildcard/Präfektur-Vertreter |
| - Albirex Niigata - Avispa Fukuoka - Cerezo Osaka - Hokkaido Consadole Sapporo - Gamba Osaka - Kashima Antlers - Kashiwa Reysol - Kawasaki Frontale - Kyōto Sanga - Nagoya Grampus - Sagan Tosu - Sanfrecce Hiroshima - Shonan Bellmare - FC Tokio - Urawa Red Diamonds - Vissel Kōbe - Yokohama F. Marinos - Yokohama FC | - Blaublitz Akita - Fagiano Okayama - Fujieda MYFC - Iwaki FC - JEF United Ichihara Chiba - Júbilo Iwata - FC Machida Zelvia - Mito Hollyhock - Montedio Yamagata - Ōmiya Ardija - Ōita Trinita - Renofa Yamaguchi FC - Roasso Kumamoto - Shimizu S-Pulse - Thespakusatsu Gunma - Tochigi SC - Tokushima Vortis - Tokyo Verdy - V-Varen Nagasaki - Vegalta Sendai - Ventforet Kofu - Zweigen Kanazawa | - Amateur-Wildcard: Honda FC - Hokkaidō: BTOP Hokkaido - Aomori: Vanraure Hachinohe - Iwate: Iwate Grulla Morioka - Miyagi: Sony Sendai FC - Akita: Universität North Asia - Yamagata: Universität Yamagata - Fukushima: Fukushima United FC - Ibaraki: Universität Tsukuba - Tochigi: Tochigi City FC - Gunma: Tonan Maebashi - Saitama: Tokyo International University - Chiba: Briobecca Urayasu - Tokio: Criacao Shinjuku - Kanagawa: SC Sagamihara - Yamanashi: Yamanashi Gakuin University - Nagano: AC Nagano Parceiro - Niigata: Niigata University of Health and Welfare - Toyama: Kataller Toyama - Ishikawa: Hokuriku University - Fukui: Fukui United FC - Shizuoka: Azul Claro Numazu - Aichi: FC Maruyasu Okazaki - Mie: Veertien Mie | - Gifu: FC Gifu - Shiga: Reilac Shiga - Kyōto: AS Laranja Kyoto - Osaka: Kansai-Universität - Hyōgo: Cento Cuore Harima FC - Nara: Nara Club - Wakayama: Arterivo Wakayama - Tottori: Gainare Tottori - Shimane: Belugarosso Iwami - Okayama: Mitsubishi Mizushima FC - Hiroshima: SRC Hiroshima - Yamaguchi: FC Baleine Shimonoseki - Kagawa: Kamatamare Sanuki - Tokushima: FC Tokushima - Ehime: FC Imabari - Kōchi: Kōchi United SC - Fukuoka: Giravanz Kitakyūshū - Saga: Brew Kashima - Nagasaki: Mitsubishi Heavy Industries - Kumamoto: Tōkai-Universität - Ōita: Verspah Ōita - Miyazaki: Tegevajaro Miyazaki - Kagoshima: Kagoshima United FC - Okinawa: FC Ryūkyū |

## Spielplan und Ergebnisse

### 1. Runde
| Datum        |                      | Ergebnis              |                                          |
| ------------ | -------------------- | --------------------- | ---------------------------------------- |
| 20. Mai 2023 | Arterivo Wakayama    | 1:3                   | Kansai-Universität                       |
| 20. Mai 2023 | AC Nagano Parceiro   | 2:0                   | AS Laranja Kyoto                         |
| 20. Mai 2023 | Kamatamare Sanuki    | 2:1                   | Brew Kashima                             |
| 20. Mai 2023 | Tochigi City FC      | 4:1 n. V.             | FC Maruyasu Okazaki                      |
| 20. Mai 2023 | FC Gifu              | 2:1                   | Niigata University of Health and Welfare |
| 20. Mai 2023 | Fukushima United FC  | 4:0                   | North Asia University                    |
| 20. Mai 2023 | Tegevajaro Miyazaki  | 3:0                   | Tōkai-Universität                        |
| 21. Mai 2023 | Briobecca Urayasu    | 3:2                   | Universität Tsukuba                      |
| 21. Mai 2023 | Kataller Toyama      | 2:1                   | Hokuriku University                      |
| 21. Mai 2023 | Reilac Shiga         | 2:1 n. V.             | Azul Claro Numazu                        |
| 21. Mai 2023 | Veertien Mie         | 2:0                   | Gainare Tottori                          |
| 21. Mai 2023 | Vanraure Hachinohe   | 2:3 n. V.             | Sony Sendai FC                           |
| 21. Mai 2023 | Nara Club            | 0:1                   | Honda FC                                 |
| 21. Mai 2023 | Fukui United FC      | 0:1                   | Cento Cuore Harima FC                    |
| 21. Mai 2023 | BTOP Hokkaido        | 7:0                   | Universität Yamagata                     |
| 21. Mai 2023 | Giravanz Kitakyūshū  | 2:2 n. V. (4:1 i. E.) | Kagoshima United FC                      |
| 21. Mai 2023 | Belugarosso Iwami    | 1:2                   | Kōchi United SC                          |
| 21. Mai 2023 | Iwate Grulla Morioka | 4:0                   | Criacao Shinjuku                         |
| 21. Mai 2023 | Tonan Maebashi       | 3:4                   | Yamanashi Gakuin University              |
| 21. Mai 2023 | SC Sagamihara        | 2:1 n. V.             | Tokyo International University           |
| 21. Mai 2023 | Verspah Ōita         | 2:1                   | FC Baleine Shimonoseki                   |
| 21. Mai 2023 | SRC Hiroshima        | 1:3                   | FC Tokushima                             |
| 21. Mai 2023 | FC Imabari           | 1:0                   | Mitsubishi Heavy Industries              |
| 21. Mai 2023 | FC Ryūkyū            | 2:1                   | Mitsubishi Mizushima FC                  |

### 2. Runde
| Datum         |                            | Ergebnis               |                             |
| ------------- | -------------------------- | ---------------------- | --------------------------- |
| 7. Juni 2023  | Yokohama F. Marinos        | 2:0                    | Briobecca Urayasu           |
| 7. Juni 2023  | Zweigen Kanazawa           | 2:3                    | FC Machida Zelvia           |
| 7. Juni 2023  | Kyōto Sanga                | 2:2 n. V. (9:10 i. E.) | Kataller Toyama             |
| 7. Juni 2023  | Albirex Niigata            | 1:0                    | Reilac Shiga                |
| 7. Juni 2023  | Nagoya Grampus             | 3:2                    | Veertien Mie                |
| 7. Juni 2023  | Vegalta Sendai             | 1:0                    | Fujieda MYFC                |
| 7. Juni 2023  | Urawa Red Diamonds         | 1:0 n. V.              | Kansai-Universität          |
| 7. Juni 2023  | Montedio Yamagata          | 1:0                    | Sony Sendai FC              |
| 7. Juni 2023  | Kashima Antlers            | 3:0                    | Honda FC'                   |
| 7. Juni 2023  | V-Varen Nagasaki           | 0:1                    | Ventforet Kofu              |
| 14. Juni 2023 | Vissel Kōbe                | 3:1                    | AC Nagano Parceiro          |
| 7. Juni 2023  | Júbilo Iwata               | 2:0                    | Kamatamare Sanuki           |
| 7. Juni 2023  | Cerezo Osaka               | 5:0                    | Cento Cuore Harima FC       |
| 7. Juni 2023  | JEF United Ichihara Chiba  | 0:1                    | Ōmiya Ardija                |
| 7. Juni 2023  | Shonan Bellmare            | 6:1                    | BTOP Hokkaido               |
| 7. Juni 2023  | Fagiano Okayama            | 2:1                    | Giravanz Kitakyūshū         |
| 7. Juni 2023  | Kawasaki Frontale          | 3:1                    | Tochigi City FC             |
| 7. Juni 2023  | Mito HollyHock             | 1:0                    | Renofa Yamaguchi FC         |
| 7. Juni 2023  | Gamba Osaka                | 1:2                    | Kōchi United SC             |
| 7. Juni 2023  | Kashiwa Reysol             | 7:1                    | Yamanashi Gakuin University |
| 7. Juni 2023  | Tokushima Vortis           | 2:1 n. V.              | Iwaki FC                    |
| 7. Juni 2023  | Hokkaido Consadole Sapporo | 3:0                    | SC Sagamihara               |
| 7. Juni 2023  | Ōita Trinita               | 0:1                    | Verspah Ōita                |
| 7. Juni 2023  | Sanfrecce Hiroshima        | 5:0                    | FC Tokushima                |
| 7. Juni 2023  | Blaublitz Akita            | 1:2                    | Tochigi SC                  |
| 7. Juni 2023  | Avispa Fukuoka             | 2:0                    | FC Imabari                  |
| 7. Juni 2023  | Shimizu S-Pulse            | 1:2                    | FC Gifu                     |
| 7. Juni 2023  | FC Tokyo                   | 3:1                    | Fukushima United FC         |
| 7. Juni 2023  | Tokyo Verdy                | 2:1                    | Thespakusatsu Gunma         |
| 7. Juni 2023  | Sagan Tosu                 | 5:1                    | Tegevajaro Miyazaki         |
| 21. Juni 2023 | Roasso Kumamoto            | 2:2 n. V. (5:4 i. E.)  | FC Ryūkyū                   |
| 21. Juni 2023 | Yokohama FC                | 4:1                    | Iwate Grulla Morioka        |

### 3. Runde
| Datum         |                            | Ergebnis                |                   |
| ------------- | -------------------------- | ----------------------- | ----------------- |
| 12. Juli 2023 | Yokohama F. Marinos        | 1:4                     | FC Machida Zelvia |
| 12. Juli 2023 | Nagoya Grampus             | 1:1 n. V. (5:4 i. E.)   | Vegalta Sendai    |
| 12. Juli 2023 | Urawa Red Diamonds         | 1:0                     | Montedio Yamagata |
| 12. Juli 2023 | Kashima Antlers            | 1:1 n. V. (10:11 i. E.) | Ventforet Kofu    |
| 12. Juli 2023 | Vissel Kōbe                | 5:2                     | Júbilo Iwata      |
| 12. Juli 2023 | Cerezo Osaka               | 3:1                     | Ōmiya Ardija      |
| 12. Juli 2023 | Shonan Bellmare            | 2:0                     | Fagiano Okayama   |
| 12. Juli 2023 | Kawasaki Frontale          | 2:1                     | Mito Hollyhock    |
| 12. Juli 2023 | Kōchi United SC            | 1:0                     | Yokohama FC       |
| 12. Juli 2023 | Kashiwa Reysol             | 2:0                     | Tokushima Vortis  |
| 12. Juli 2023 | Hokkaido Consadole Sapporo | 5:2                     | Verspah Ōita      |
| 12. Juli 2023 | Sanfrecce Hiroshima        | 0:2                     | Tochigi SC        |
| 12. Juli 2023 | Avispa Fukuoka             | 2:1 n. V.               | FC Gifu           |
| 12. Juli 2023 | FC Tokyo                   | 1:1 n. V. (9:8 i. E.)   | Tokyo Verdy       |
| 12. Juli 2023 | Sagan Tosu                 | 3:4 n. V.               | Roasso Kumamoto   |
| 19. Juli 2023 | Kataller Toyama            | 3:4 n. V.               | Albirex Niigata   |

### Achtelfinale
| Datum          |                   | Ergebnis              |                            |
| -------------- | ----------------- | --------------------- | -------------------------- |
| 2. August 2023 | FC Machida Zelvia | 0:1                   | Albirex Niigata            |
| 2. August 2023 | Nagoya Grampus    | 3:0                   | Urawa Red Diamonds         |
| 2. August 2023 | Ventforet Kofu    | 1:4                   | Vissel Kōbe                |
| 2. August 2023 | Cerezo Osaka      | 1:1 n. V. (4:5 i. E.) | Shonan Bellmare            |
| 2. August 2023 | Kawasaki Frontale | 1:0                   | Kōchi United SC            |
| 2. August 2023 | Kashiwa Reysol    | 1:0                   | Hokkaido Consadole Sapporo |
| 2. August 2023 | Tochigi SC        | 2:4 n. V.             | Avispa Fukuoka             |
| 2. August 2023 | FC Tokyo          | 0:2                   | Roasso Kumamoto            |

### Viertelfinale
| Datum           |                 | Ergebnis              |                   |
| --------------- | --------------- | --------------------- | ----------------- |
| 30. August 2023 | Albirex Niigata | 2:2 n. V. (3:4 i. E.) | Kawasaki Frontale |
| 30. August 2023 | Avispa Fukuoka  | 3:1                   | Shonan Bellmare   |
| 30. August 2023 | Roasso Kumamoto | 1:1 n. V. (4:3 i. E.) | Vissel Kōbe       |
| 30. August 2023 | Kashiwa Reysol  | 2:0                   | Nagoya Grampus    |

### Halbfinale
| Datum           |                   | Ergebnis |                |
| --------------- | ----------------- | -------- | -------------- |
| 8. Oktober 2023 | Kawasaki Frontale | 4:2      | Avispa Fukuoka |
| 8. Oktober 2023 | Roasso Kumamoto   | 0:4      | Kashiwa Reysol |

### Finale
| Datum            |                   | Ergebnis              |                |
| ---------------- | ----------------- | --------------------- | -------------- |
| 9. Dezember 2023 | Kawasaki Frontale | 0:0 n. V. (8:7 i. E.) | Kashiwa Reysol |

#### Spielstatistik
| Paarung           | Kawasaki Frontale – Kashiwa Reysol |
| Ergebnis          | 0:0, 8:7 i. E. |
| Datum             | 9. Dezember 2023 um 14:00 Uhr |
| Stadion           | Nationalstadion, Tokio |
| Zuschauer         | 62,637 |
| Schiedsrichter    | Hiroyuki Kimura |
| Tore              | Elfmeterschießen: 1:0 Akihiro Ienaga 1:1 Matheus Sávio 2:1 Yūsuke Segawa 2:2 Mao Hosoya 3:2 Kazuya Yamamura 3:3 Sachirō Toshima 4:3 Kento Tachibanada Keiya Sentō Bafétimbi Gomis 4:4 Yūki Mutō Kyōhei Noborizato Eiichi Katayama 5:4 Daiya Tōno 5:5 Ōta Yamamoto 6:5 Miki Yamane 6:6 Naoki Kawaguchi 7:6 João Schmidt 7:7 Yūgo Tatsuta 8:7 Jung Sung-ryong Kenta Matsumoto |
| Kawasaki Frontale | Jung Sung-ryong – Kyōhei Noborizato, Takuma Ōminami (87. Jesiel), Miki Yamane, Kazuya Yamamura – Kento Tachibanada , Tatsuki Seko (64. Daiya Tōno), Yasuto Wakizaka (87. João Schmidt) – Akihiro Ienaga, Taisei Miyashiro (64. Yūsuke Segawa), Leandro Damião (77. Yū Kobayashi) (106. Bafétimbi Gomis) Cheftrainer: Tōru Oniki                                             |
| Kashiwa Reysol    | Kenta Matsumoto – Eiichi Katayama, Taiyō Koga, Yūgo Tatsuta, Takumi Tsuchiya (90.+3 Naoki Kawaguchi) – Keiya Shiihashi (104. Yūki Mutō), Tomoki Takamine (90.+3' Keiya Sentō), Matheus Sávio, Tomoya Koyamatsu (77. Sachirō Toshima) – Mao Hosoya, Kōta Yamada (77. Ōta Yamamoto) Cheftrainer: Masami Ihara                                                                 |
| Gelbe Karten      | Yasuto Wakizaka (55.) – Tomoki Takamine (53.) |

#### Auswechselspieler
| Auswechselspieler | Auswechselspieler |
| --- | --- |
| Kawasaki Frontale | Kashiwa Reysol |
| - Daiya Tōno (64.) ▲ - Yūsuke Segawa (64.) ▲ - Yū Kobayashi (77.) ▲ - Jesiel (87.) ▲ - João Schmidt (87.) ▲ - Bafétimbi Gomis (106.) ▲ - Naoto Kamifukumoto | - Ōta Yamamoto (77.) ▲ - Sachirō Toshima (77.) ▲ - Keiya Sentō (90.+3) ▲ - Naoki Kawaguchi (90.+3) ▲ - Yūki Mutō (104.) ▲ - Hiromu Mitsumaru - Masato Sasaki |